# Priscila Carreño
Priscila Carreño (Argentina, 9 de junio de 1994) es una futbolista argentina que se desempeña como defensa en Estudiantes de la Plata de la Primera División de Argentina.

## Trayectoria

### Clubes
Fue jugadora del club Villa San Carlos hasta que en 2016 pasó a Estudiantes de La Plata, equipo con el que ganó la Copa de Plata del torneo 2017-18 de la Primera División Argentina, torneo promocional disputado por los equipos no clasificados a la Copa de Oro.
Jugó posteriormente en Talleres Provincial hasta que en 2019, con el inicio de la era profesional, fichó para el Club Atlético Independiente, equipo en el cual disputó la temporada 2019-20 de la Primera División A . Fue autora de uno de los goles en la primera victoria profesional del club.
En 2021 pasó a préstamo al Club Sol de América de Paraguay para disputar la Copa Libertadores Femenina 2020 y en marzo del mismo año se incorpora a Estudiantes de La Plata firmando contrato hasta diciembre.

### Selección de La Plata
Participó del Torneo Nacional Femenino de Selecciones de Ligas integrando "Las Bonitas", nombre con el que se conoce popularmente a la Selección femenina de La Plata.

### Selección nacional universitaria
Simultáneamente a su carrera en clubes también se desempeñó en fútbol universitario como jugadora de la Universidad Nacional de La Plata y formó parte de la selección de fútbol femenino que representó a la Argentina en la Universiada de 2017 en Taipéi, China.